# Попасное (Днепропетровская область)
Попа́сное (укр. Попасне) — село,
Попасненский сельский совет,
Самаровский район,
Днепропетровская область,
Украина.
Код КОАТУУ — 1223286001. Население по переписи 2001 года составляло 1345 человек .
Является административным центром Попасненского сельского совета, в который, кроме того, входят сёла
Ильича,
Надеждовка,
Привольное и
Тарасово.

## Географическое положение
Село Попасное находится в 5 км от реки Богатенькая и в 7 км от реки Самара. По селу протекает пересыхающий ручей с запрудой. Через село проходит автомобильная дорога Т-0422.

## История
- Около села Попасное раскопано шесть курганов с погребениями эпохи бронзы (III—I тысячелетия до н. э.) и кочевников XI—XIV веков [2].
- Первое письменное упоминание о местности Попасные Буераки встречается в документах, датированных 1772 годом.
- В документах пятой ревизии 1794—1795 гг. впервые упоминается уже хутор Попасный. Из них явствует, что на хуторах Попасном и Поповом, приписанных к селу Андреевке, насчитывалось 25 дворов [3].

## Экономика, ООО.
- OOO "ДАР"
- ООО «Агромир».

## Объекты социальной сферы
- Школа.
- Профессионально-техническое училище № 72.
- Амбулатория.
- Дом культуры.

## Известные люди
- Родзянко Михаил Владимирович (1859—1924) — русский политический деятель, лидер партии Союз 17 октября (октябристов), Председатель Государственной думы третьего и четвёртого созывов, один из лидеров Февральской революции 1917 года, в ходе которой возглавил Временный комитет Государственной думы.
- Махота Иван Григорьевич (1918-1943) — Герой Советского Союза, родился в селе Попасное.